# Mario Santoro
Mario Santoro  (* 1913 in Neapel; † 1989 ebenda) war ein italienischer Romanist und Italianist.

## Leben und Werk
Santoro studierte in Neapel bei Giuseppe Toffanin und Salvatore Battaglia. Er war zuerst Gymnasiallehrer in Neapel, habilitierte sich 1955 und war ab 1958 Professor (ab 1970 Ordinarius) für italienische Literatur an der Universität Neapel. Er begründete 1976 die Zeitschrift Esperienze letterarie sowie 1982 das Istituto nazionale di studi sul Rinascimento meridionale. Im Dezember 2014 fand zu Santoros 25. Todestag in Neapel ein Kolloquium statt.
Santoro ist nicht zu verwechseln mit dem Medizinhistoriker Mario Santoro (1905–1998).

## Werke
- Pietro Bembo, Neapel 1937
- Uno scolaro del Poliziano a Neapel. Francesco Pucci, Neapel 1948
- Tristano Caracciolo e la cultura napoletana della Rinascenza, Neapel 1957
- Poliziano e l’Umanesimo, Neapel 1961
- Introduzione a Carducci critico, Neapel 1970
- Le stagioni della civiltà letteraria, Florenz 1970
- «La cultura umanistica nell’età aragonese», in: Storia di Neapel, Bd. 4, Neapel 1974, S. 317–498
- Fortuna, ragione e prudenza nella civiltà letteraria del Cinquecento, Neapel 1978
- Letteratura italiana del Novecento, Florenz 1980
- L’uomo nel labirinto, Neapel 1981
- L’anello di Angelica. Saggi ariosteschi, Neapel 1983
- Introduzione al Medioevo, Neapel 1987
- Ariosto e il Rinascimento, Neapel 1989
- (Hrsg. mit Lucia Miele) Opere di Ludovico Ariosto 3. Carmina, Rime, Satire, Erbolato, Lettere, Turin 1989
- (mit Lucia Miele) Due maestri dell’Ateneo napoletano. Francesco Torraca e Giuseppe Toffanin, Neapel 1990